# インスブルック市電70形電車
この項目では、オーストリア・インスブルックの路面電車であるインスブルック市電に導入された車両のうち、1966年から2000年代まで営業運転に使用された2車体連接車について解説する。オーストリアの国内企業で生産された車両で、7両が使用された。

## 概要

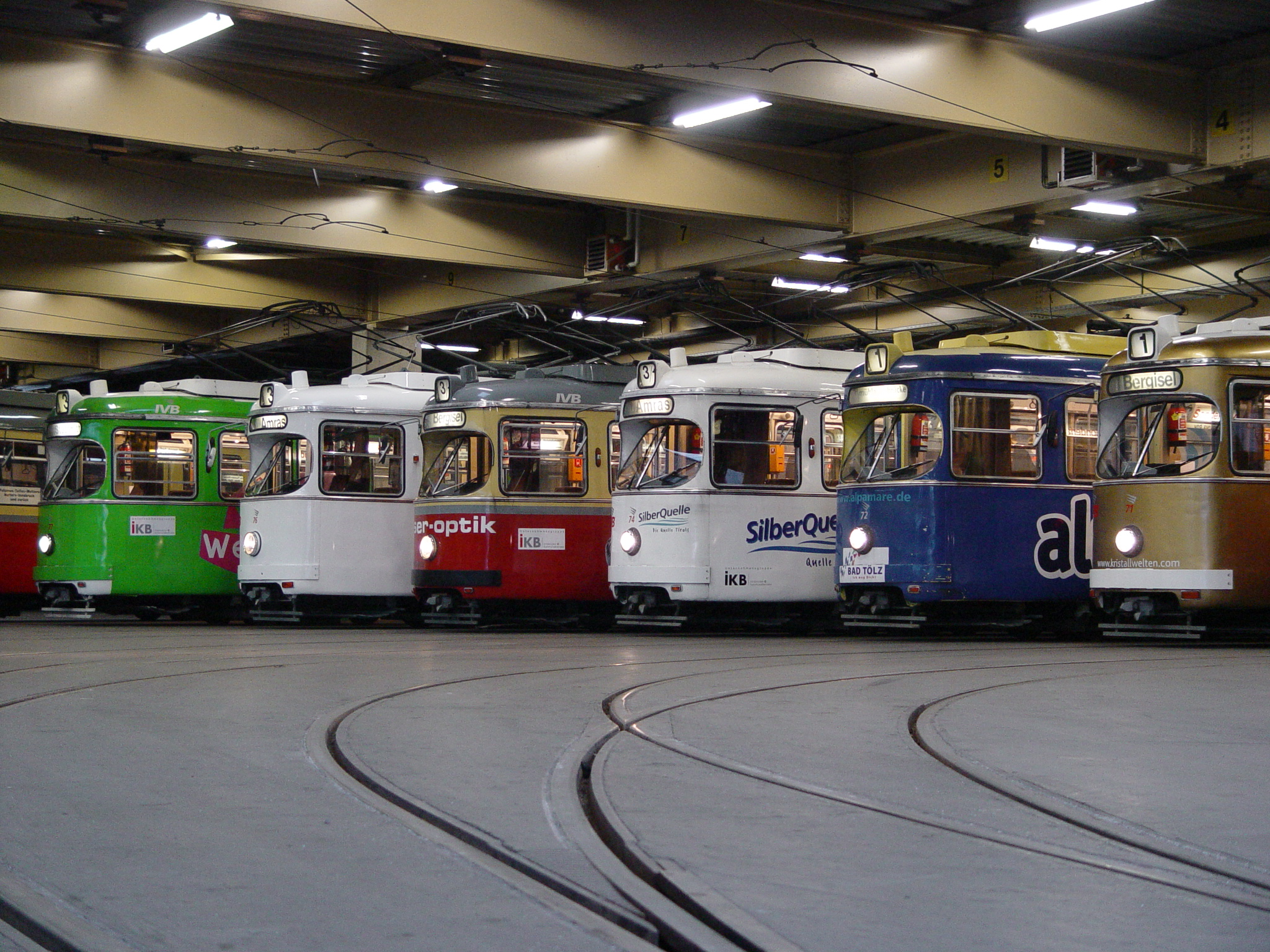
営業運転開始40周年記念に車庫に並んだ70形（2007年撮影）

オーストリア・インスブルックの路面電車であるインスブルック市電には、老朽化した車両の置き換えを目的に1960年にボギー車が6両（61 - 66）導入されたが、定員数が少なかった事から以降の増備車両は輸送力を増やした連接車に変更された。これに基づき、1966年に導入されたのが7両（71 - 77）の2車体連接車である。
これらの車両はボギー車と同様に、ドイツの鉄道車両メーカーであったデュッセルドルフ車両製造（→デュワグ）が開発・生産していた路面電車車両（デュワグカー）を、オーストリア・ウィーンの鉄道車両メーカーであったローナー（現：アルストム）がライセンス生産したもので、全車とも右側通行に適した片運転台車両であった。製造当初は車掌業務が存在したために車内には車掌台が存在したが、信用乗車方式への移行のため1990年代までに撤去された。

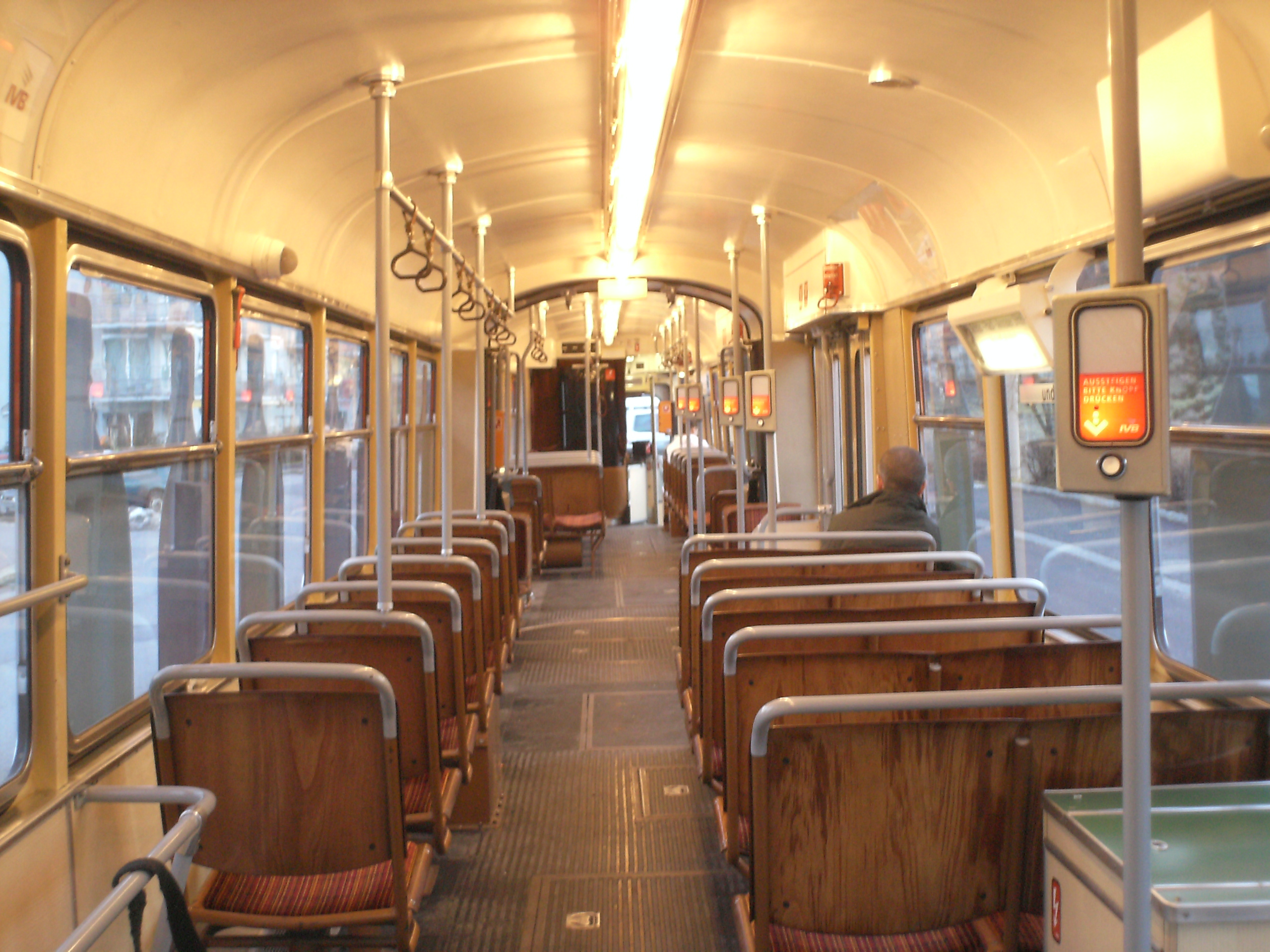
車内

これらの車両はインスブルック市電のうち、市内を走行する1号線や3号線に投入され、主力車両として長期に渡って使用されたが、2006年に起きた路線バスとの衝突事故により1両（73）が廃車され、残りの車両についても超低床電車のフレキシティ・アウトルックの導入により順次引退し、2009年5月4日に最後の車両が営業運転に使用された。

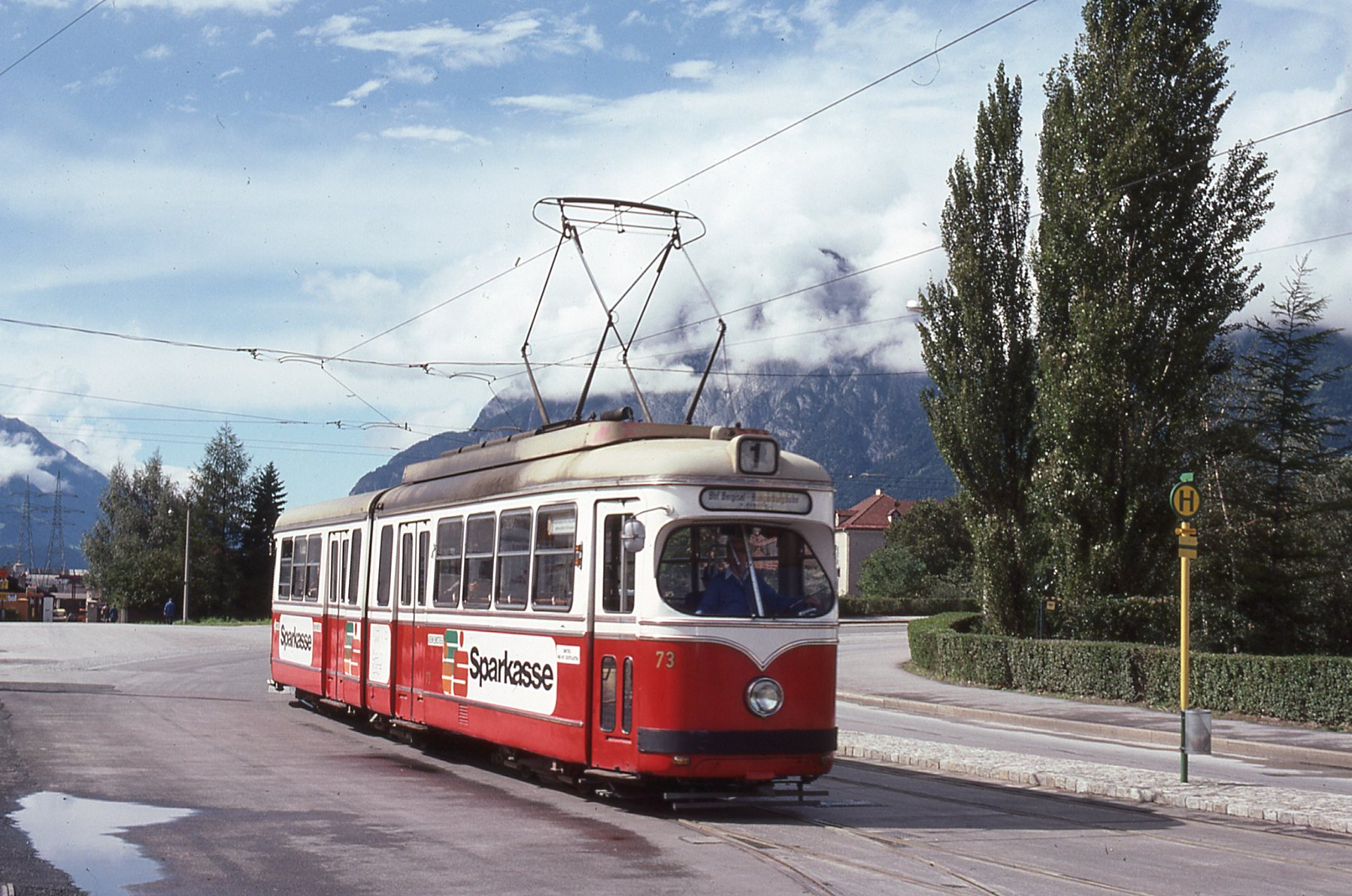
73（1977年撮影）
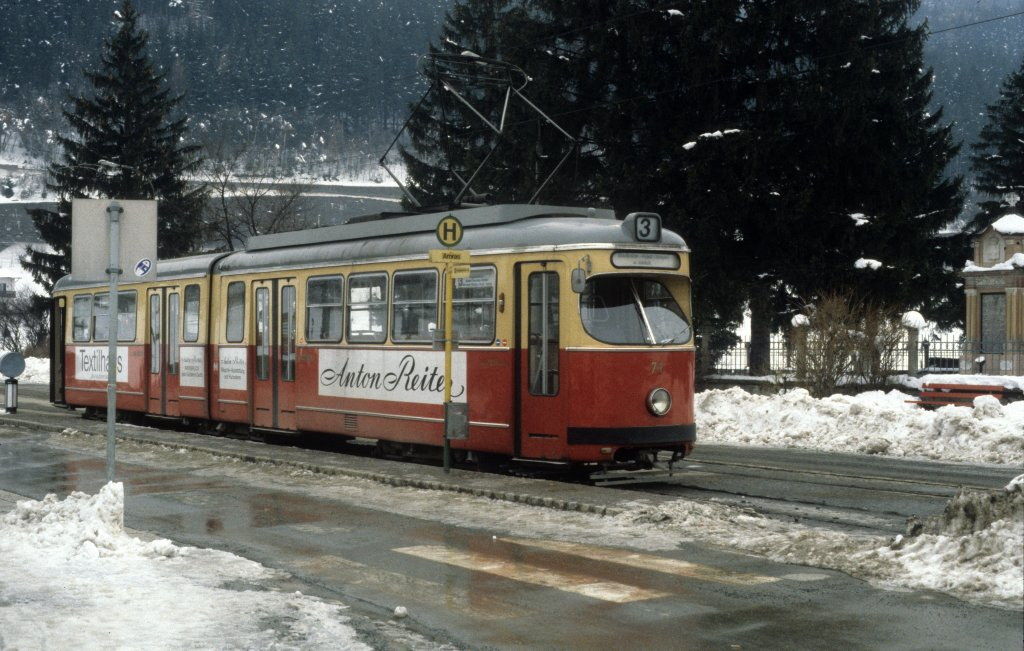
71（1984年撮影）
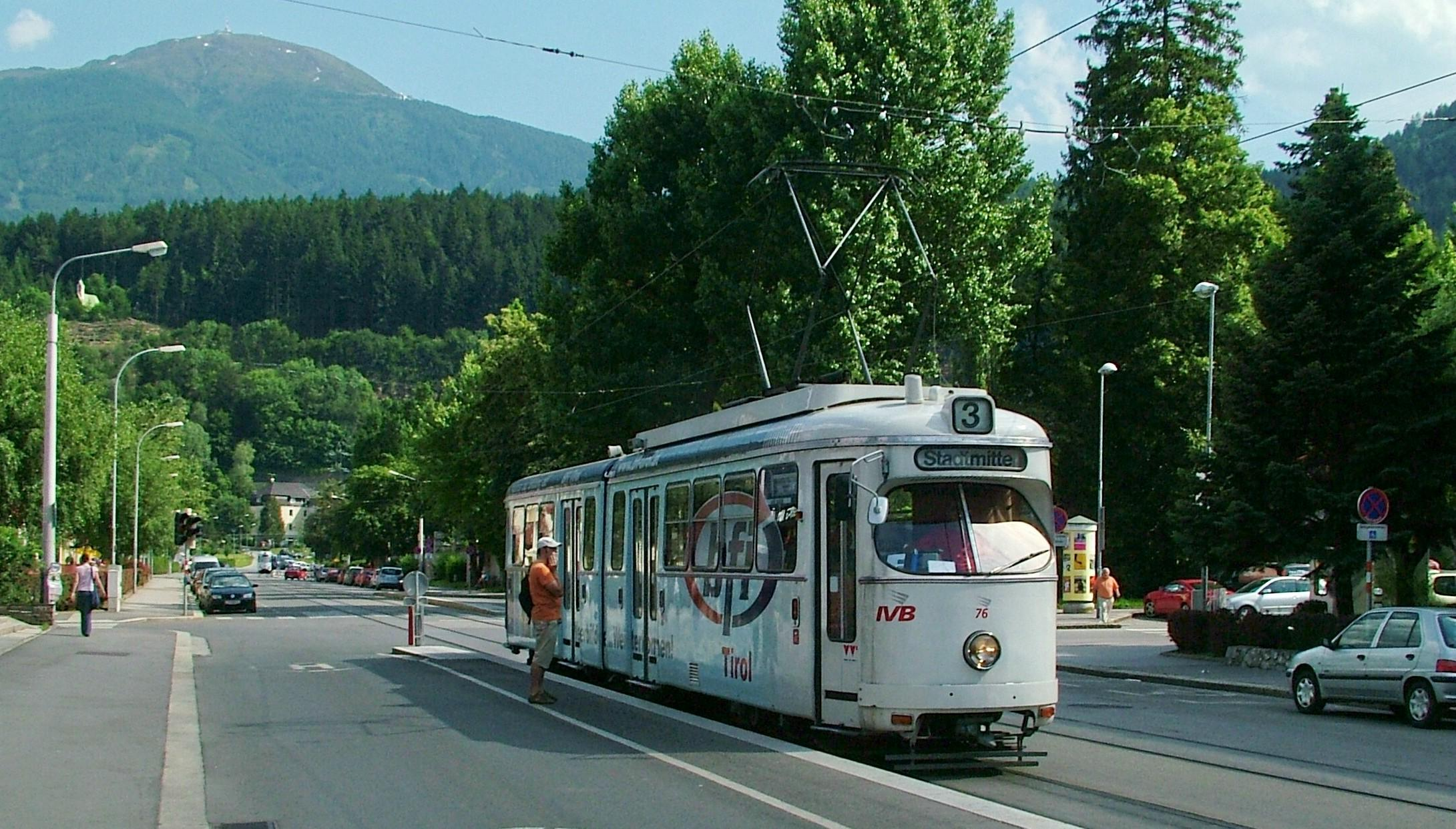
広告塗装（76）

廃車された車両のうち、4両（71、74、76、77）はルーマニア・アラドのアラド市電へ、1両（72）はポーランド・ウッチのウッチ市電へ譲渡された。また、最後に使用された1両（75）については廃車後にチロル博物館鉄道協会（Tiroler Museumsbahnen、TMB）が所有しており、将来的に動態保存が行われる事になっている。

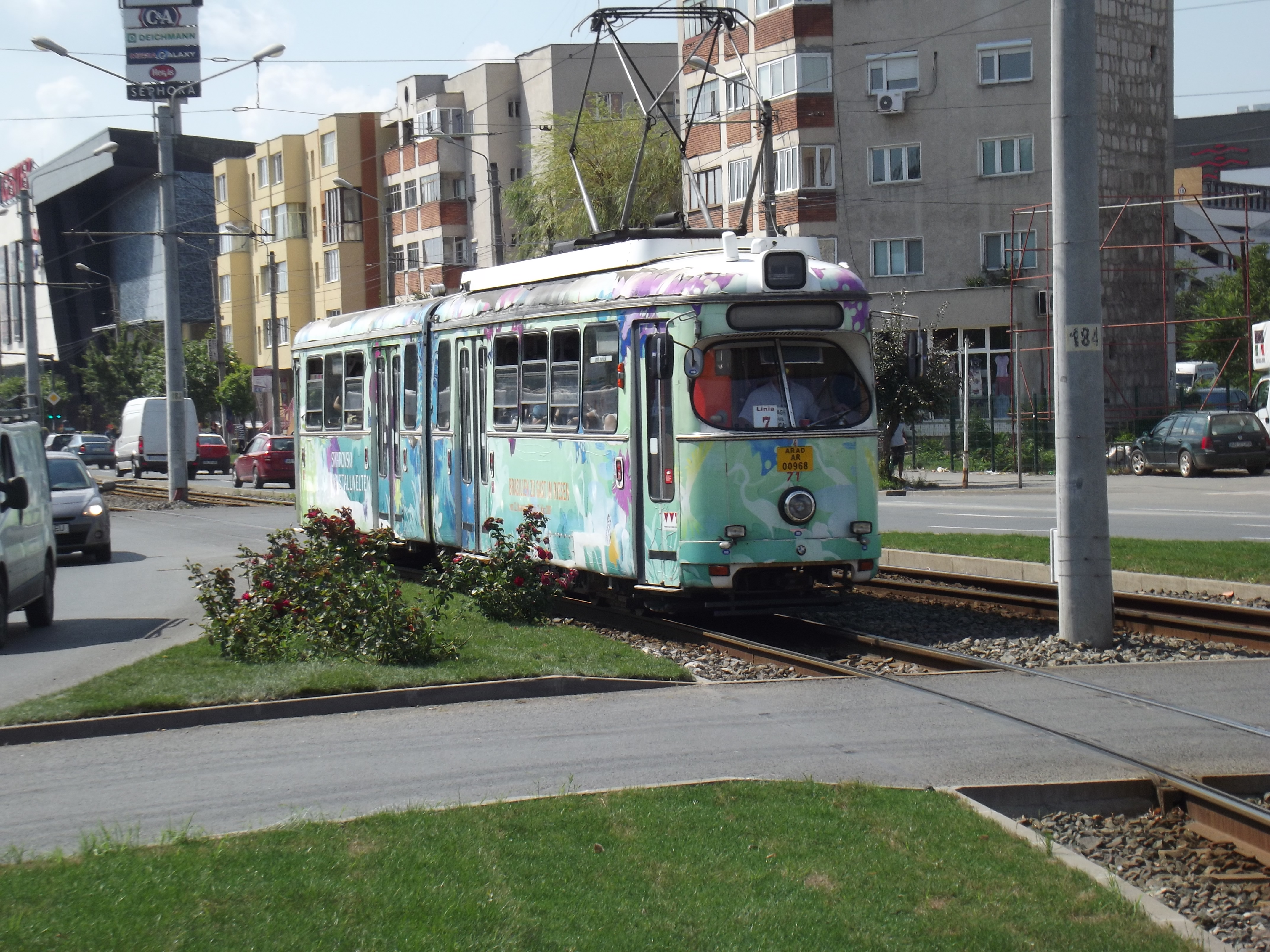
アラド市電に譲渡された70形（71）（2014年撮影）